# Villadoz
Villadoz – gmina w Hiszpanii, w prowincji Saragossa, w Aragonii, o powierzchni 17,18 km². W 2011 roku gmina liczyła 87 mieszkańców.